# Bully (película)
Bully es una película independiente de 2001 dirigida por Larry Clark y protagonizada por Brad Renfro, Nick Stahl, Rachel Miner, Bijou Phillips, Kelli Garner y Michael Pitt. Fue escrita por Zachary Long y Roger Pullis, es una adaptación del libro Bully: A True Story of High School Revenge de Jim Schutze, donde se narra el asesinato de Bobby Kent.
La mayor parte de la película se filmó durante septiembre del año 2000, en los alrededores de Cooper City, Florida, lugar donde ocurrieron los hechos.

## Sinopsis
Marty Puccio (Renfro) y su novia Lisa (Miner) planean el asesinato de su amigo Bobby Kent (Stahl) como venganza por los continuos abusos y maltratos que les causa, especialmente a Marty. A ellos se les unen otros amigos, como Donny (Pitt), Heather (Garner) y Ali (Phillips), que los ayuda haciéndole creer a Bobby que desea tener una relación con él. Para el crimen cuentan con la ayuda de Derek Kaufman (Fitzpatrick), miembro de una pequeña banda y que cree saber como llevar a cabo el plan.

## Reparto
- Brad Renfro como Marty Puccio
- Nick Stahl como Bobby Kent
- Rachel Miner como Lisa Connelly
- Bijou Phillips como Ali Willis
- Michael Pitt como Donny Semenec
- Leo Fitzpatrick como Derek Kaufman
- Kelli Garner como Heather Swallers
- Daniel Franzese como Derek Dzvirko
- Nathalie Paulding como Claudia
- Jessica Sutta como Blonde
- Edward Amatrudo como Fred Kent
- Steven Raulerson como el Sr. Willis
- Judith Clayton como la Sra. Willis
- Alan Lilly como el Sr. Puccio
- Irene B. Colletti como la Sra. Puccio
- Larry Clark como el Sr. Kaufman (cameo)